# Židovský hřbitov Mělce u Loun
Židovský hřbitov Mělce u Loun (dříve německy Judenfriedhof MalletzerBerg – bezirk Laun) se nachází na severním úpatí vrchu Mělce asi tři kilometry severozápadně od města Louny směrem ke vsi Březno. Je přístupný po lesní cestě odbočující ze žluté turistické trasy k nedalekému památníku padlých partyzánů výsadkářské skupiny Jana Koziny.

## Historie
Hřbitov byl založen v době velké epidemie moru roku 1680. Nelze vyloučit, že pohřebiště založené v roce 1680 západně od Loun v poloze Na Mělcích mohlo navazovat na starší tradici z doby před vyhnáním v roce 1541. Skromný pozemek ve svahu nad loukou v Kujmu za morové nákazy v roce 1680 od města odkoupila rodina Mirotických za nápadně vysokou cenu 150 zlatých a zřídila zde hřbitov. Byl ohrazen nízkou zdí a nadále zůstal v majetku lounských židovských familiantů až do roku 1862. Parcela o výměře necelých šesti arů se v průběhu 18. století postupně zaplnila hroby a přestávala vyhovovat zvláště poté, co se komunita ve druhé polovině 19. století rychle rozrostla. Pohřbívalo se na něm do roku 1866. Poslední zbytky hřbitova zanikly pravděpodobně počátkem 20. století.

## Současnost
O obnovu bývalého židovské hřbitova usiluje Spolek na obnovu židovských památek ve spolupráci s Židovskou obcí Teplice a městem Louny. Cílem je pietní místo uvést do důstojného stavu, obnovit ohradní zeď a umístit zde informační panel o historii Židovské komunity v Lounech. Předpokládá se, že obnova památky bude mít i edukační charakter jako prevence antisemitismu.

## Galerie

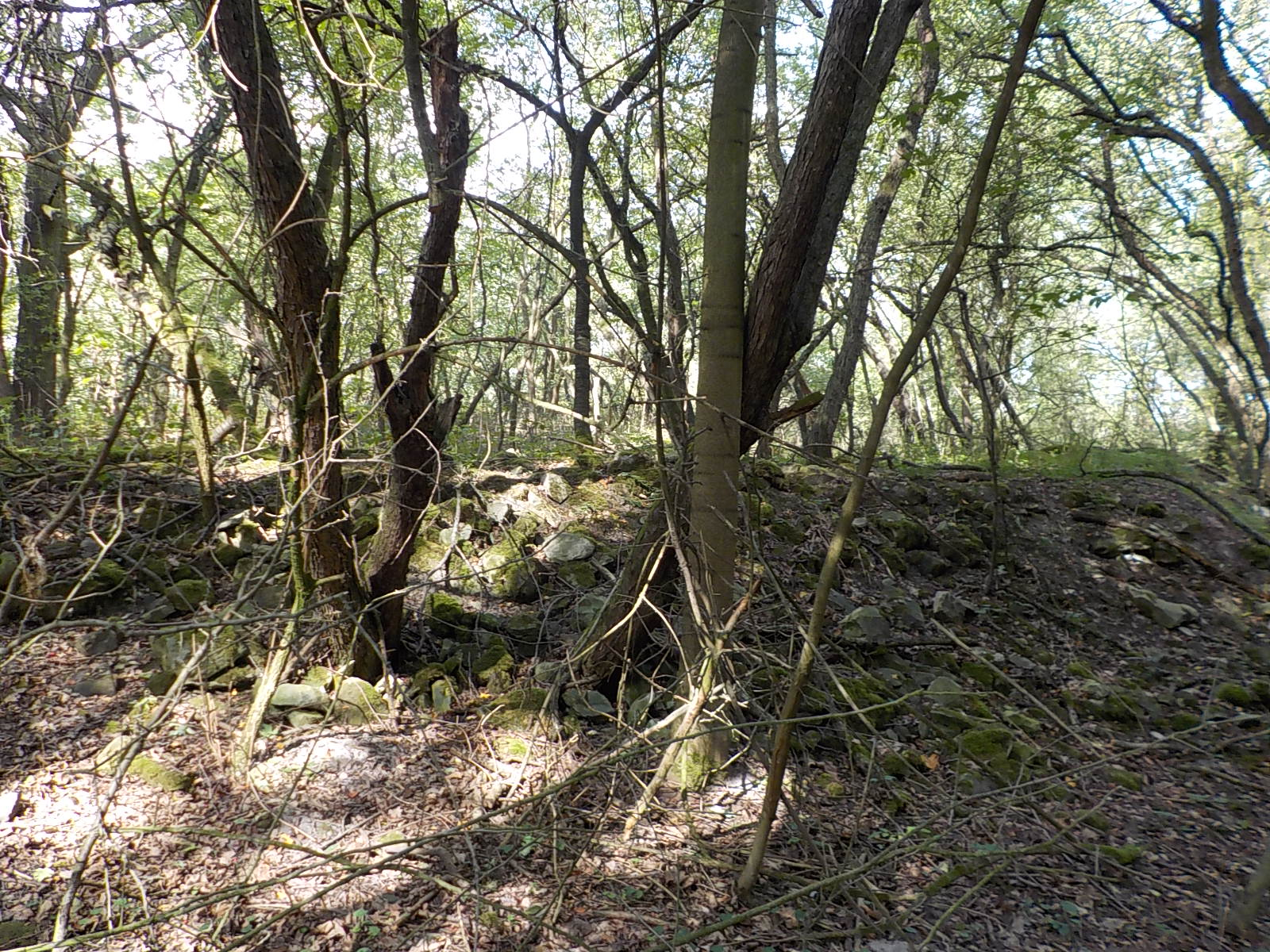
Židovský hřbitov Mělce
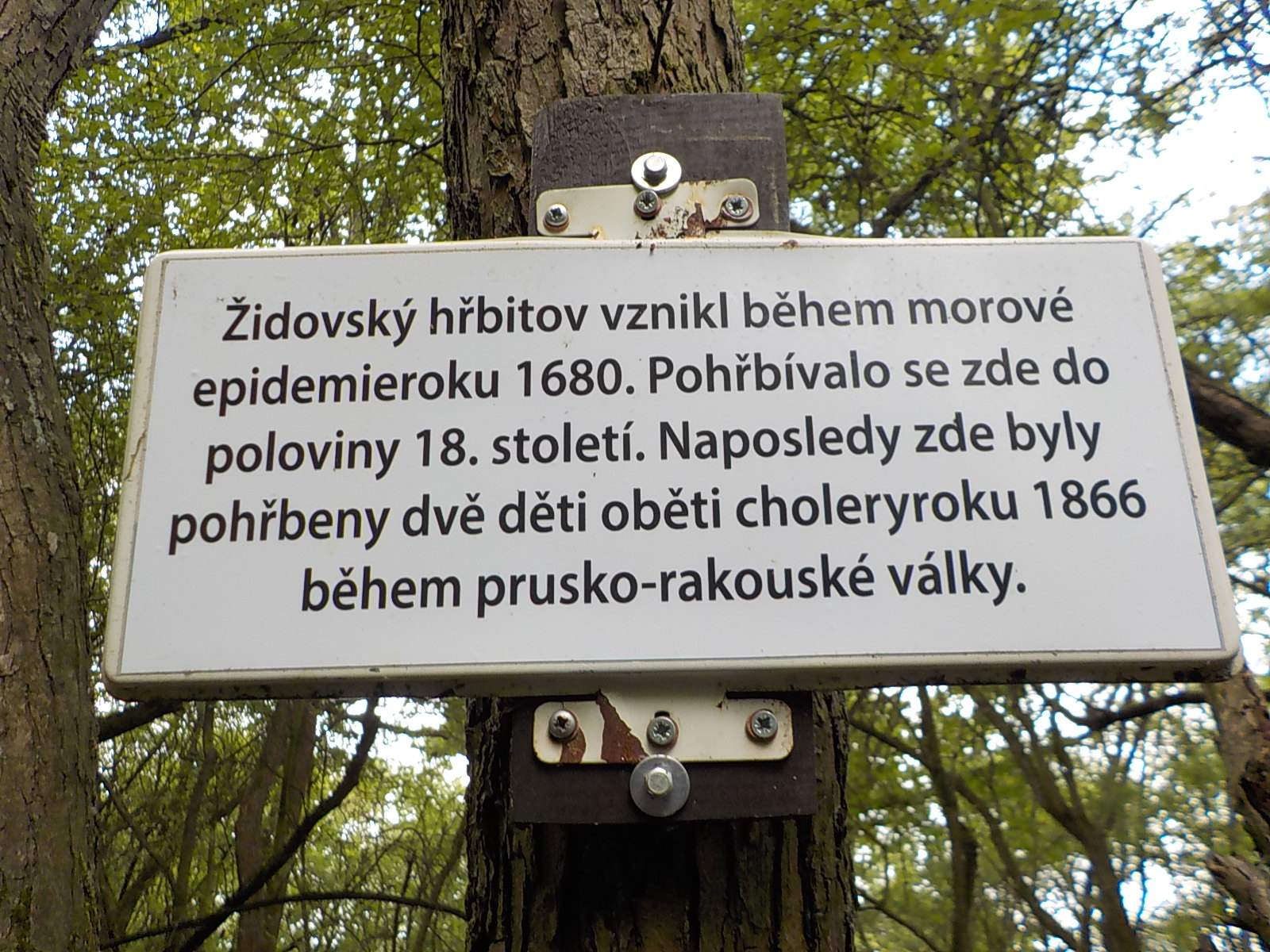
Informační cedulka
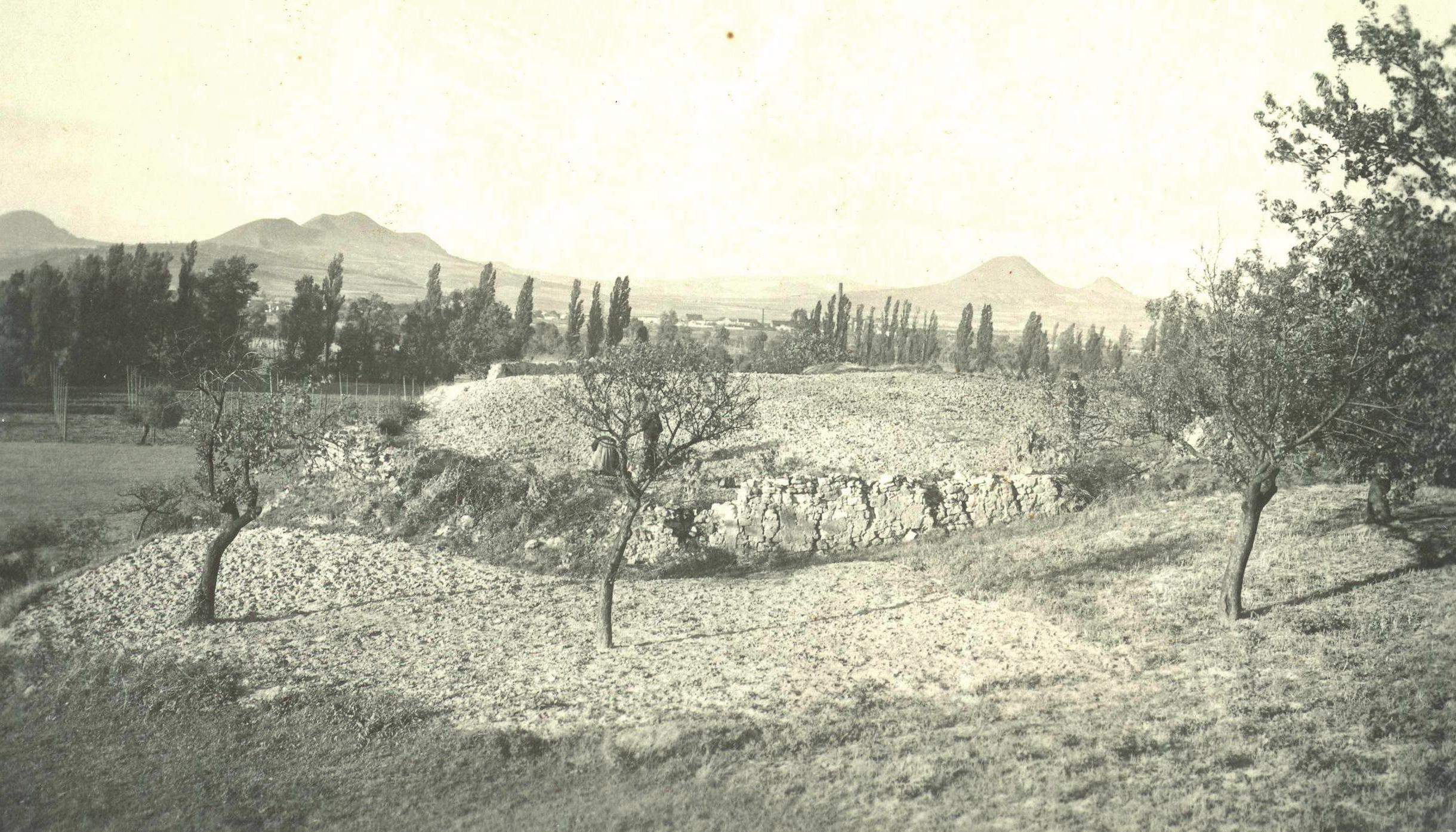
Hřbitov v roce 1950
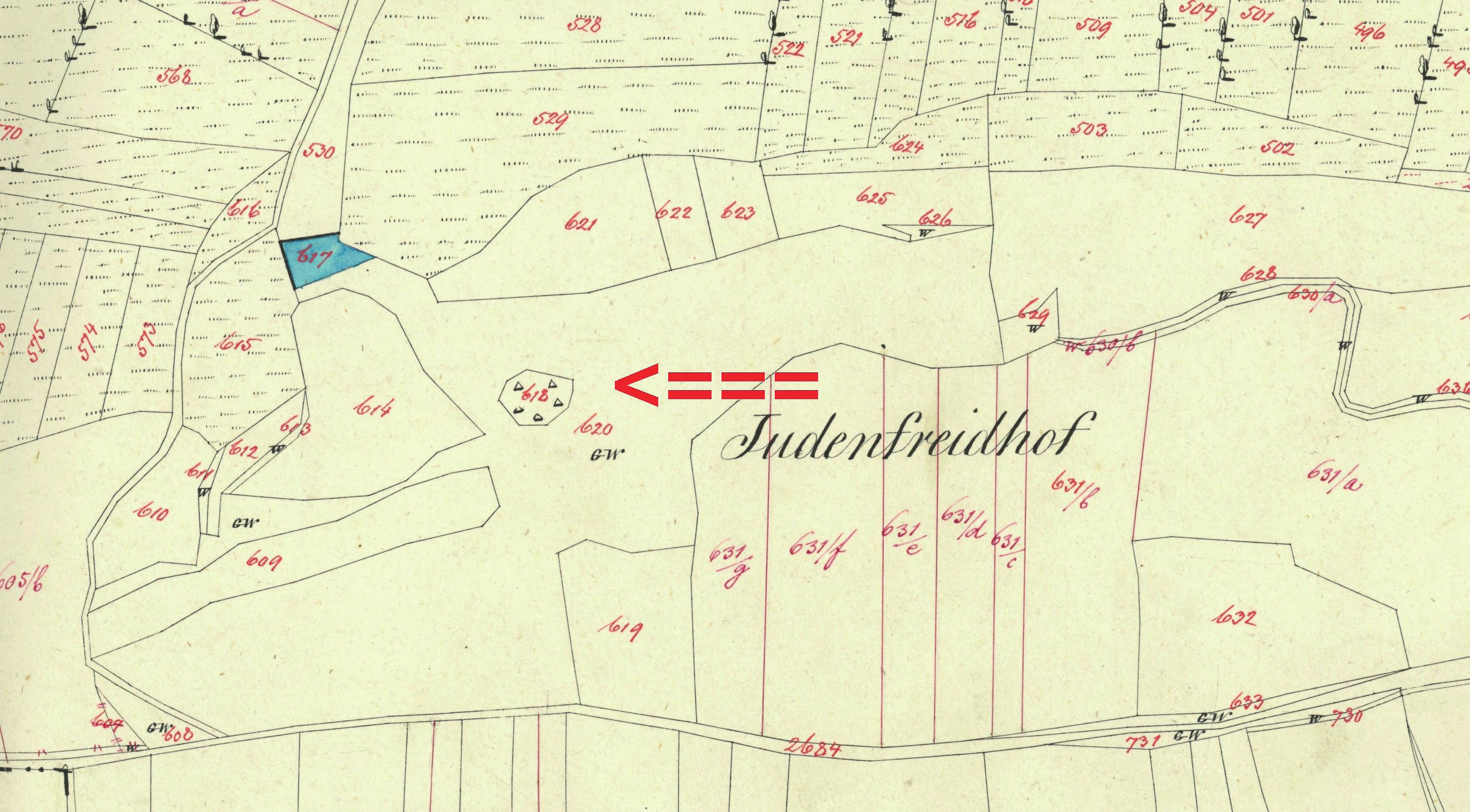
Historická mapa